# Zoutpansbergdorp
Zoutpansbergdorp fou l'antic nom d'una ciutat dels bòers al Transvaal al peu de la serralada de Zoutpansberg (Soutpansberg) d'uns 719 metres al puig Hanglip (possible corrupció d'Hanklip, que vol dir roca penjada). El nom li hauria estat donat per l'aventurer Coenraad de Buys, que hi va arribar força abans que els voortrekkers, després de fugir de Graaff-Reinet (1795) i passar pel Cap, fins a arribar a la zona (a Letshoyang, que vol dir Lloc de la sal) el 1820, on es va establir amb alguns seguidors. A la mort de la seva dona, va abandonar el grup i va fundar un establiment de nom Buysdorp
El voortrekkers dirigits per Louis Trichardt van arribar a la regió del Soutpansberg avançat el 1836 o el 1837 fundant l'establiment de Zoutpansbergdorp). Part dels colons eren del grup liderat per Andries Hendrik Potgieter, que va prometre unir-se a Trichardt més tard. Trichardt va negociar amb els caps venda, Rasetuu Ramabulana i Mashau. Rambulana va cedir als colons un tros de terra al peu del Zoutpansberg el 1837 en agraïment perquè l'havia ajudat a destronar al seu germà Ramavaaga, portant a Ramabulana a la direcció suprema dels nzelele. L'octubre del 1838, el general Piet Joubert va dirigir un contingent a través del riu Doorn contra el cap venda Mphefu; el contingent va establir un fortí a Rietvlei i al novembre va atacar als vendes, i va cremar la residència reial obligant a Mphefu a fugir creuant el Limpopo; una ciutat es va formar amb les granges de Rietvlei i Bergvliet i fou anomenada Trichardtsdorp en honor de Louis Trichardt.
El 1838 Trichardt va anar a la badia Delagoa on va morir de malària als 55 anys. Fins al 1848 Potgieter no va arribar a Zoutpansbergdorp, però després de la seva arribada la ciutat va prosperar.
Vers el 1852 eren 200 habitants. Al morir Potgieter (1852) el nom fou canviat (1855) a Schoemansdal (del nom del seu successor Stefanus Schoeman); la ciutat va esdevenir un centre del comerç de vorí i els vende rebien armes dels blancs per dedicar-se a la cacera. El 1860 Zoutpansbergdorp (precedent de Pieterburg/Polokwane) va ser un dels districtes que van passar a formar part del Transvaal (República Sud-africana) i es van establir taxes que van enemistar als vendes amb els blancs.
La ciutat va existir del 1848 al 1867, però va decaure pels atacs dels vendes dirigits pel cap Makhado (1840-1895, al poder des de 1864) fins que fou evacuada el 15 de juliol de 1867. Hi van restar només alguns grangers a l'establiment d'Albassini Dam, a la vora del riu Luvuhhu, que tenia aquest nom pel gran casador portuguès Joao Albassini. La seva família hi era enterrada i ell mateix havia emigrat a Ohrigstadt el 1847 i a Lydenburg el 1849. Després hi havia tornat i fou nomenat vicecònsol portuguès a la República Sud-africana el 1858). Els emigrants es van establir a una ciutat que després es va anomenar Pieterburg. Zoutpansbergdorp fou destruïda pels vendes.